# 钟红莲
锺红莲（1967年10月27日—），中国女子足球运动员。她在1996年夏季奥林匹克运动中，参加了女子足球并获得银牌。这是中国在足球项目上所收获的首枚奥运奖牌。